# Alvaro Ceppi
Alvaro Ceppi (Santiago de Chile, 26 de agosto de 1976) es un director, guionista y productor chileno. En 2002, cofundó la productora Sólo por las Niñas, que más tarde evolucionó a Zumbástico Studios. Ceppi ha tenido un papel destacado en la animación latinoamericana, siendo el creador y showrunner de varias series influyentes.
Entre sus obras más notables se encuentra Zumbástico Fantástico, la primera serie chilena transmitida por Cartoon Network, y Puerto Papel, una coproducción latinoamericana que combina técnicas de stop-motion y animación 2D. Además de su trabajo en series animadas, Ceppi ha dirigido y producido videoclips, cortometrajes, documentales y comerciales. 
Ceppi también ha incursionado en la música bajo el seudónimo de Shazam Barrera, siendo vocalista de la banda Los Plumabits. El grupo debutó con el álbum El Lado Bailable de la Luna en 2013.
Desde 2022, Álvaro Ceppi asume el rol de director de la Escuela de Cine y Realización Audiovisual de la Universidad Diego Portales.

## Filmografía
| Año  | Formato                  | Nombre                                     | Rol                                                  |
| ---- | ------------------------ | ------------------------------------------ | ---------------------------------------------------- |
| 2001 | Cortometraje ficción     | Un palo por la trola                       | Director y guionista                                 |
| 2006 | Serie animada            | Block!                                     | Creador, director, guionista y productor             |
| 2008 | Documental de televisión | Grandes Chilenos: Lautaro                  | Director y guionista                                 |
| 2009 | Serie animada            | Experimento Wayápolis                      | Creador, director, guionista y productor             |
| 2009 | Serie animada            | Achú                                       | Creador, director, guionista y productor             |
| 2009 | Serie animada            | El Ogro y el Pollo                         | Productor                                            |
| 2010 | Documental de televisión | Centenario: Museo Nacional de Bellas Artes | Director, guionista y productor                      |
| 2011 | Serie animada            | Zumbástico Fantástico                      | Creador, director, guionista y productor             |
| 2013 | Cortometraje animado     | La Noche Boca Arriba                       | Guionista y productor                                |
| 2013 | Serie animada            | Horacio y los Plasticines                  | Creador y productor                                  |
| 2016 | Serie animada            | Puerto Papel                               | Creador, showrunner, director, guionista y productor |
| 2016 | Cortometraje animado     | Martian Soap 2111                          | Director, guionista y productor                      |
| 2017 | Serie animada            | Los Papelnautas                            | Director, guionista y productor                      |
| 2021 | Serie animada            | Mundoperro                                 | Showrunner, director, guionista y productor          |

## Discografía
Álbumes de estudio
- 2013: El Lado Bailable de la Luna
- 2016: El Verdadero Sentido de la Navidad

Sencillos
- 2020 Verano Veraniego / Je Suix Fabuleux